# Конрад (Тюбинген)
Вижте пояснителната страница за други личности с името Конрад.
Конрад фон Тюбинген (на немски: Konrad I von Tubingen; † 1253) e пфалцграф на Тюбинген.

## Произход
Той е син на пфалцграф Хуго III (V) фон Тюбинген († 26 юли 1216) и внук на пфалцграф Рудолф I фон Тюбинген († 1219) и Матилда фон Глайберг († 1206), дъщеря на граф Вилхелм фон Глайберг и Салома фон Гисен. Племенник е на пфалцграф Рудолф II фон Тюбинген.

## Фамилия
Конрад се жени за Мехтилд фон Хоенлое-Браунек († 1293), дъщеря на граф Конрад фон Хоенлое-Браунек-Романя († 1249) и Петриса фон Бюдинген († сл. 1249). Те имат една дъщеря
- Елизабет фон Тюбинген, омъжена за граф Ото II фон Еберщайн (* ок. 1266), син на Ото I фон Еберщайн

Вдовицата му Мехтилд фон Хоенлое-Браунек се омъжва втори път през 1253 г. за Рупрехт II фон Дюрн-Форхтенберг († 1306).